# Glen Ullin
Glen Ullin é uma cidade localizada no estado norte-americano de Dacota do Norte, no Condado de Morton.

## Demografia
Segundo o censo norte-americano de 2000, a sua população era de 865 habitantes.
Em 2006, foi estimada uma população de 824, um decréscimo de 41 (-4.7%).

## Geografia
De acordo com o United States Census Bureau tem uma área de
2,8 km², dos quais 2,7 km² cobertos por terra e 0,1 km² cobertos por água. Glen Ullin localiza-se a aproximadamente 634 m acima do nível do mar.

## Localidades na vizinhança
O diagrama seguinte representa as localidades num raio de 40 km ao redor de Glen Ullin.